# Madeleine Barbulée
Marie-Madeleine Eugénie Barbulée dite Madeleine Barbulée, née le 2 septembre 1910 à Nancy et morte le 1er janvier 2001 à Paris, est une actrice française.

## Biographie
Issue d'une famille bourgeoise catholique, Madeleine Barbulée est née à Nancy où son père, le lieutenant Paul Barbulée (1871-1957), est alors en poste comme officier du 8e régiment d'artillerie (il terminera sa carrière au grade de capitaine, chevalier de la Légion d'honneur et décoré de la Croix de guerre 1914-1918). Ses parents se sont mariés en 1908. Sa mère, Marie Emma Berthe Lavocat, aime, pour se distraire, faire du théâtre amateur et Madeleine aura son premier emploi sur scène à l'âge de trois ans. Enfant, elle participe avec bonheur aux petites pièces données par le patronage. Pendant ses études universitaires de lettres, elle suit en parallèle des cours d'art dramatique. Elle obtient un premier prix de conservatoire en comédie et en diction.
En jouant pour le Théâtre de l'Oncle Sébastien de Léon Chancerel, elle découvre un théâtre pour l'enfance animé de beaucoup d'improvisation, dans le style de la commedia dell'arte.
Elle participe à une tournée en 1936 puis regagne sa ville natale et met en scène Images de Jeanne d'Arc, avec le GEC de Nancy.

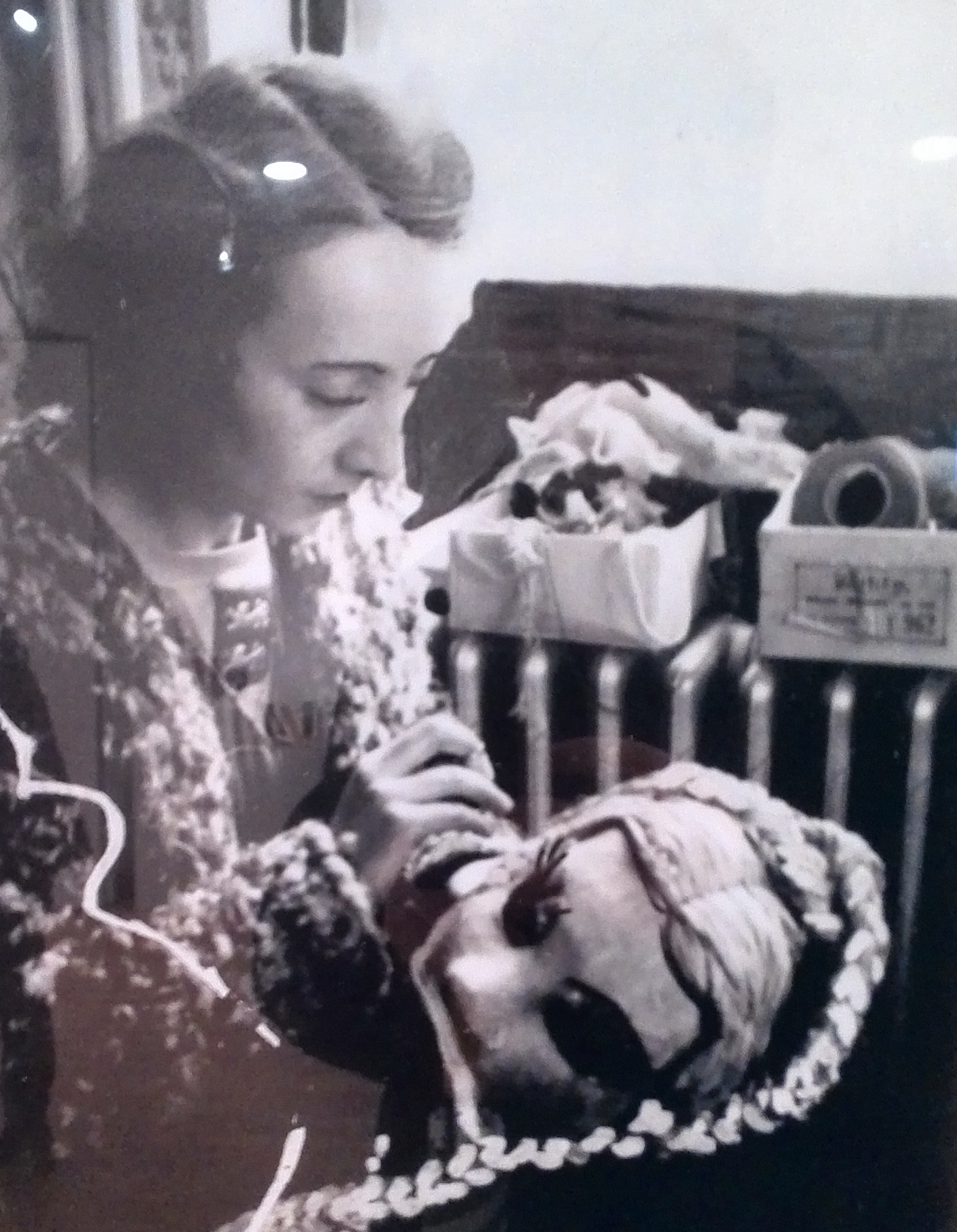
Madeleine Barbulée durant les années 1930.

De 1940 à 1942, elle fait partie de la compagnie réunie à Uriage-les-Bains par deux anciens Comédiens-routiers : Olivier Hussenot et Jean-Pierre Grenier. La troupe itinérante, patronnée par Jeune France, présente ses spectacles dans les Chantiers de la jeunesse française de la zone libre. En 1943, Madeleine Barbulée devient auteur comédienne, elle qui avait déjà travaillé avec eux pour les Comédiens Routiers, et qui jouera également pour leur compagnie à venir. Avec Maurice Jacquemont, metteur en scène, elle crée la pièce La Comédie des Enfants qu'elle vient de signer. Elle continuera à écrire des pièces pour enfants qui seront jouées en France et à l'étranger dont Capucine en 1946.
Elle joue dans 150 pièces de théâtre, dont la création de sept pièces de Jean Anouilh, et tourne dans 300 films.
Il faut également ajouter la radio et la télévision. Elle participe à de nombreuses séries pour la télévision, plusieurs épisodes des Cinq Dernières Minutes avec Raymond Souplex, de Maigret auprès de Jean Richard, de Médecins de nuit, ou des téléfilms comme Les demoiselles de Suresnes de Pierre Goutas, Papa poule de Roger Kahane. Sa dernière apparition à l'écran eut lieu en octobre 2000 dans Mémoire en fuite de François Marthouret.
Elle prête sa voix au personnage de la mère de l'ourson Colargol dans les disques 45 tours sortis dans les années 1960.
Artiste complète, écrivain, dramaturge, elle dessinait, s'essayait à l'aquarelle, au fixé sous verre et créait des modèles de tapisseries à points comptés qu'elle brodait dans ses loges. Collectionneuse d'art religieux, elle acheta et restaura une chapelle désaffectée près du Neubourg, dans l'Eure, où des années de chine trouvent un cadre à leur mesure.
Comme l'a écrit Catherine Tasca dans son hommage à Madeleine Barbulée du 5 janvier 2001 : « Elle n'a pas manqué les rendez-vous de son temps, et je salue particulièrement son engagement et son courage dans la Résistance. » On se rappellera en effet, qu'en pleine occupation allemande, elle a parcouru la France à bicyclette pour servir de « boîte aux lettres » d’un maquis à l'autre.
Ses amis, ses cousins et ses nombreux filleuls l'appellent affectueusement Bulette. Elle habita un petit appartement de l’île Saint-Louis. Elle partageait son appartement de la Rue Lentonnet dans le neuvième arrondissement de Paris avec sa sœur Janine Barbulée, de deux ans sa cadette, pianiste et ancienne collaboratrice d'Albert Lévêque, musicologue spécialiste de Jean-Sébastien Bach.
Elle meurt le 1er janvier 2001 à 90 ans dans le 9e arrondissement de Paris. Incinérée au crématorium du Père-Lachaise, elle repose au cimetière d'Anisy, dans le Calvados, auprès de sa sœur et de ses parents.

## Filmographie

### Années 1940
- 1948 : Les Casse-pieds ou Parade du temps perdu de Jean Dréville
- 1948 : Métier de fous de André Hunebelle : La secrétaire du patron du théâtre
- 1949 : Retour à la vie de Jean Dréville
- 1949 : Le Mystère de la chambre jaune de Henri Aisner
- 1949 : Pattes blanches de Jean Grémillon : La cousine
- 1949 : Mission à Tanger de André Hunebelle : Une dactylo du journal
- 1949 : La Cage aux filles de Maurice Cloche : Une Surveillante
- 1949 : Retour à la vie (segment 5 : Le retour de Louis) de Jean Dréville
- 1949 : Millionnaires d'un jour de André Hunebelle : L'infirmière

### Années 1950
- 1950 : Rome-Express de Christian Stengel : La libraire
- 1950 : Le Tampon du capiston de Maurice Labro : Une invitée
- 1950 : Prélude à la gloire de Georges Lacombe
- 1950 : Le Gang des tractions-arrière de Jean Loubignac
- 1950 : Méfiez-vous des blondes de André Hunebelle : Mme Dubois
- 1950 : L'Inconnue de Montréal de Jean Devaivre
- 1951 : Sans laisser d'adresse de Jean-Paul Le Chanois : La marchande de jouets
- 1951 : Caroline chérie de Richard Pottier : Mme de Tourville, la gouvernante
- 1951 : Knock de Guy Lefranc : Une infirmière
- 1951 : Bel Amour de François Campaux (figure bien au générique... mais pas à l'écran !)
- 1951 : L'Étrange Madame X de Jean Grémillon : Marthe
- 1951 : La Vie chantée de Noël-Noël, sketch : Souvenir d'enfance
- 1951 : Le Voyage en Amérique de Henri Lavorel : L'économe
- 1951 : La Plus Belle Fille du monde de Christian Stengel : La secrétaire de l'agence
- 1951 : Deux sous de violettes de Jean Anouilh (figure bien au générique... mais pas à l'écran !)
- 1951 : Un grand patron de Yves Ciampi : Marie-Laure
- 1952 : Trois Femmes d'André Michel, sketch : Coralie (N'apparait pas dans les copies actuellement visible)
- 1952 : Les Sept Péchés capitaux de Jean Dréville : La secrétaire céleste (segment "La Paresse")
- 1952 : Jeux interdits de René Clément : L'infirmière de la croix rouge (fin du film)
- 1952 : Agence matrimoniale de Jean-Paul Le Chanois : Céline
- 1952 : La Jeune Folle de Yves Allégret
- 1952 : Monsieur Taxi de André Hunebelle : La tricoteuse
- 1952 : Les Belles de nuit de René Clair : La femme au bureau de poste
- 1952 : Ouvert contre X de Richard Pottier
- 1952 : Suivez cet homme de Georges Lampin : Mme Durbain, la concierge
- 1953 : Deux de l'escadrille de Maurice Labro
- 1953 : Mon mari est merveilleux de André Hunebelle
- 1953 : Madame de... de Max Ophüls : Une amie de Madame de...
- 1953 : Mandat d'amener de Pierre Louis
- 1953 : Thérèse Raquin de Marcel Carné : Madame Noblet, une cliente
- 1954 : Zoé de Charles Brabant
- 1954 : Après vous, duchesse de Robert de Nesle
- 1954 : Papa, maman, la bonne et moi de Jean-Paul Le Chanois : Marie-Louise, la première bonne
- 1955 : Chantage de Guy Lefranc : L'infirmière
- 1955 : Le Dossier noir de André Cayatte : La sœur du procureur
- 1955 : Casse-cou, mademoiselle de Christian Stengel
- 1955 : Les Aristocrates de Denys de La Patellière : L'hôtelière
- 1955 : Les Grandes Manœuvres de René Clair: La dame au chapeau jaune
- 1955 : Frou-Frou de Augusto Genina : Berthe, l'habilleuse
- 1955 : Les Carnets du Major Thompson de Preston Sturges : La femme de chambre
- 1955 : Treize à table de André Hunebelle : Une invitée
- 1956 : Papa, maman, ma femme et moi de Jean-Paul Le Chanois : Une collègue de Fernand
- 1956 : La Bande à papa de Guy Lefranc : Mme Merlerin
- 1956 : Marie-Antoinette reine de France de Jean Delannoy : Mme Sophie
- 1956 : Mannequins de Paris de André Hunebelle: La première
- 1956 : Les Collégiennes de André Hunebelle : La principale
- 1956 : En effeuillant la marguerite de Marc Allégret : Madame Dumont
- 1956 : Les Lumières du soir ou Mère abandonnée de Robert Vernay
- 1956 : Notre-Dame de Paris de Jean Delannoy : Madame Outarde
- 1956 : Je reviendrai à Kandara de Victor Vicas : Mme Lachaume
- 1957 : Sénéchal le magnifique de Jean Boyer : Mme Roberte
- 1957 : C'est une fille de Paname de Henri Lepage
- 1957 : Quand la femme s'en mêle de Yves Allégret : La pâtissière
- 1958 : Maigret tend un piège de Jean Delannoy : La cliente du boucher
- 1958 : Les Misérables de Jean-Paul Le Chanois : Sœur Simplice
- 1958 : Ni vu, ni connu, ou L'Affaire Blaireau de Yves Robert : Mme de Chaville, la mère d'Arabella
- 1958 : En cas de malheur de Claude Autant-Lara : Bordenave
- 1958 : Guinguette de Jean Delannoy
- 1958 : Prisons de femmes de Maurice Cloche
- 1959 : Le Petit Prof de Carlo Rim: La veuve Mouriot
- 1959 : Le Grand Chef de Henri Verneuil : Mme Rivoire
- 1959 : Soupe au lait de Pierre Chevalier
- 1959 : La Bête à l'affût de Pierre Chenal
- 1959 : Les Affreux de Marc Allégret : La secrétaire

### Années 1960
- 1960 : Meurtre en 45 tours d'Étienne Périer : la secrétaire
- 1960 : La Brune que voilà de Robert Lamoureux : Mme Sivelle
- 1960 : Détournement de mineures de Walter Kapps : La mère de Christine
- 1960 : Les Tortillards de Jean Bastia : Adélaïde Benoît
- 1962 : Un chien dans un jeu de quilles de Fabien Collin : La mère
- 1962 : Les Mystères de Paris de André Hunebelle : Mme Godin
- 1962 : La Lettre dans un taxi de François Chatel
- 1963 : La Foire aux cancres de Louis Daquin
- 1963 : Les Cinq Dernières Minutes : Mlle Artel (épisode : Une Affaire de famille (Les Cinq Dernières Minutes no 29), de Jean-Pierre Marchand)
- 1964 : Les Aventures de Monsieur Pickwick (feuilleton télévisé)
- 1964 : Le Théâtre de la jeunesse : David Copperfield de Marcel Cravenne : Mrs. Commindge
- 1965 : Cent briques et des tuiles de Pierre Grimblat : Limonade
- 1966 :  Les Cinq Dernières Minutes : Blanche (épisode : Histoire pas naturelle  de Guy Lessertisseur)
- 1967 : La Princesse du rail de Henri Spade : une tenancière 1er épisode
- 1967 : Le Dimanche de la vie de Jean Herman : Mme Faucolle
- 1968 : Les Demoiselles de Suresnes de Pierre Goutas : Mamie
- 1968 : L'Homme de l'ombre de Guy Jorré, épisode : Neuf mille et un soleils
- 1969 : Pierre et Paul de René Allio : Mathilde
- 1969 : Que ferait donc Faber ? (feuilleton télévisé)
- 1969 : Les Cinq Dernières Minutes : Maman (épisode : L'Inspecteur sur la piste de Claude Loursais)

### Années 1970
- 1970 : Allô Police épisode : La Petite Planète
- 1970 : La Maison des bories de Jacques Doniol-Valcroze : Mlle Estienne
- 1971 : L'Heure éblouissante de Jeannette Hubert
- 1972 : Les Cinq Dernières Minutes : Mme Suzy (épisode : Le diable l'emporte de Claude Loursais)
- 1973 : L'Événement le plus important depuis que l'homme a marché sur la Lune de Jacques Demy : Mlle Janvier
- 1973 : Chacal de Fred Zinnemann
- 1973 : Maître Zacharius de Pierre Bureau : Scholastique
- 1974 : Les oiseaux de lune, réalisation : André Barsacq en 1971 : Mme Bobignot
- 1974 : Un curé de choc de Philippe Arnal
- 1974 : Le Cri du cœur de Claude Lallemand : Berthe
- 1975 : L'Incorrigible de Philippe de Broca : la dame-pipi
- 1975 : Cinéma 16 - Esquisse d'une jeune femme sens dessus-dessous de Alain Boudet : la mère d'Antoine
- 1978 : Les Brigades du Tigre : Gertrude (épisode : Les Demoiselles du Vésinet de Victor Vicas)
- 1978 : Mamée, tu verras de Jean Bany : Marie
- 1979 : La Belle Vie de Jean Anouilh, téléfilm de Lazare Iglesis : la baronne Mina

### Années 1980
- 1980 : L'Avare (1980) de Louis de Funès et Jean Girault: La mère de Marianne
- 1980 : Les Séducteurs de Édouard Molinaro : Mamie (segment "La méthode Française")
- 1980 : Papa Poule de Roger Kahane : La grand-mère (1980-1982)
- 1980 : Médecins de nuit de Jean-Pierre Prévost, épisode : La Pension Michel (série télévisée)
- 1981 : Nana de Maurice Cazeneuve : Mme Lerat
- 1981 : Lapo erzählt... : épisode : Bartolomea und Paganino, die verliebten Strassräuber de Grytzko Mascioni : Fosca
- 1981 : Histoire contemporaine de Michel Boisrond : Mme de Coutrai
- 1982 : Une voix, la nuit de Yannick Andréi
- 1983 : Banzaï de Claude Zidi : La vieille dame Paris-Tunis
- 1983 : Vous habitez chez vos parents ? de Michel Fermaud : Mammy
- 1983 : Les brigades du tigre : Émilie (épisode : Les fantômes de Noël de Victor Vicas)
- 1984 : La Septième Cible de Claude Pinoteau : L'antiquaire aux puces
- 1985 : Les Enquêtes du commissaire Maigret : La dame en mauve (épisode : Maigret et le Client du samedi de Pierre Bureau)
- 1986 : Otage du passé court métrage de Régine Obadia
- 1986 : Madame et ses flics de Roland-Bernard (épisode : Le Prix du Cadavre)
- 1987 : Zot ka fé zouzou court métrage de Véronique Mucret
- 1988 : Les Enquêtes du commissaire Maigret : Justine Cuendet (épisode : Maigret et le Voleur paresseux de Jean-Marie Coldefy)
- 1989-1990 : Les Compagnons de l'aventure série télévisée, 1989-1990 (saison 1 : Les six Compagnons, saison 2 : Michel, saison 3 : Les compagnons de l'aventure : Lola et les sardines)

### Années 1990
- 1990 : La Messe en si mineur de Jean-Louis Guillermou : Madame Lopez
- 1991 : Cas de divorce : Paule Villier (épisode 107)
- 1993 : Roulez jeunesse ! de Jacques Fansten : Lise
- 1995 : Quatre pour un loyer de Georges Barrier série télévisée
- 1997 : Bob Million de Michaël Perrotta : Marie-Louise
- 2000 : Mémoires en fuite de François Marthouret : Tante Marie

### Au théâtre ce soir
- 1968 : Les Glorieuses d'André Roussin, mise en scène Pierre Dux, réalisation Pierre Sabbagh, Théâtre Marigny
- 1968 : Étienne de Jacques Deval, mise en scène Louis Seigner, réalisation Pierre Sabbagh, Théâtre Marigny
- 1970 : La Brune que voilà de Robert Lamoureux, mise en scène Robert Thomas, réalisation Pierre Sabbagh, Théâtre Marigny
- 1971 : Une histoire de brigands de Jacques Deval, mise en scène Jacques Mauclair, réalisation Pierre Sabbagh, Théâtre Marigny
- 1971 : Arsenic et vieilles dentelles de Joseph Kesselring, mise en scène Alfred Pasquali, réalisation Pierre Sabbagh, Théâtre Marigny
- 1971 : Huit femmes de Robert Thomas, mise en scène Jean Le Poulain, réalisation Pierre Sabbagh, Théâtre Marigny
- 1973 : Jeux d'esprits de Noël Coward, mise en scène Jacques François, réalisation Georges Folgoas, Théâtre Marigny : Madame Arcati
- 1974 : Le Vison à cinq pattes de Constance Coline d'après Peter Coke, mise en scène René Dupuy, réalisation Jean Royer, Théâtre Marigny : Deschamps
- 1975 : On croit rêver de Jacques François, mise en scène de l'auteur, réalisation Pierre Sabbagh, Théâtre Édouard VII
- 1976 : Le Guilledou de Michael Clayton Hutton, mise en scène Robert Manuel, réalisation Pierre Sabbagh, Théâtre Édouard VII
- 1977 : Le Diable à quatre de Louis Ducreux, mise en scène Max Fournel, réalisation Pierre Sabbagh, Théâtre Marigny
- 1978 : La Plume de Pierre Barillet et Jean-Pierre Grédy, mise en scène Michel Roux, réalisation Pierre Sabbagh, Théâtre Marigny
- 1978 : Une femme trop honnête d'Armand Salacrou, mise en scène Georges Vitaly, réalisation Pierre Sabbagh, Théâtre Marigny
- 1979 : À vos souhaits de Pierre Chesnot, mise en scène Claude Sainval, réalisation Pierre Sabbagh, Théâtre Marigny
- 1979 : Monsieur Amilcar d'Yves Jamiaque, mise en scène Max Fournel, réalisation Pierre Sabbagh, Théâtre Marigny
- 1979 : Un jour j'ai rencontré la vérité de Félicien Marceau, mise en scène Raymond Gérôme, réalisation Pierre Sabbagh, Théâtre Marigny
- 1981 : Hallucination de Claude Rio, mise en scène Jacques Ardouin, réalisation Pierre Sabbagh, Théâtre Marigny
- 1981 : Les Pas perdus de Pierre Gascar, mise en scène Jacques Mauclair, réalisation Pierre Sabbagh, Théâtre Marigny
- 1982 : La Maison de l'Estuaire de Marcel Dubois, mise en scène Jacques Ardouin, réalisation Pierre Sabbagh, Théâtre Marigny

## Théâtre
- 1936 : Une aventure de Babar de Jean de Brunhoff et Léon Chancerel, mise en scène Léon Chancerel, Les Comédiens routiers
- 1941 : L'Amant de Bornéo de Roger Ferdinand et José Germain, Théâtre Daunou
- 1945 : Image anglaise de Jacques Armand, mise en scène Pierre Henry, Studio des Champs-Élysées
- 1945 : La Maison de Bernarda Alba de Federico García Lorca, mise en scène Maurice Jacquemont, Studio des Champs-Élysées
- 1950 : Le Complexe de Philémon de Jean Bernard-Luc, mise en scène Christian-Gérard, Théâtre Montparnasse
- 1952 : La Valse des toréadors de Jean Anouilh, mise en scène Jean Anouilh et Roland Piétri, Comédie des Champs-Élysées
- 1952 : Philippe et Jonas d'Irwin Shaw, mise en scène Jean-Pierre Grenier, Théâtre de la Gaîté-Montparnasse
- 1953 : Les invités du bon Dieu d'Armand Salacrou, mise en scène Yves Robert, Théâtre Saint-Georges
- 1953 : Eté et fumées de Tennessee Williams, mise en scène Jean Le Poulain, Théâtre de l'Œuvre
- 1954 : L'homme qui était venu pour diner de George S. Kaufman & Moss Hart, mise en scène Fernand Ledoux, Théâtre Antoine
- 1954 : Le Capitaine Smith de Jean Blanchon, mise en scène André Clavé, Théâtre Montparnasse
- 1955 : Les Oiseaux de lune de Marcel Aymé, mise en scène André Barsacq, Théâtre de l'Atelier
- 1956 : L'Œuf de Félicien Marceau, mise en scène André Barsacq, Théâtre de l'Atelier
- 1957 : La Magicienne en pantoufles de John Van Druten, mise en scène Louis Ducreux, Théâtre des Ambassadeurs
- 1957 : Les Pas perdus de Pierre Gascar, mise en scène Jacques Mauclair, Théâtre Fontaine
- 1958 : La Brune que voilà de Robert Lamoureux, mise en scène de l'auteur, Théâtre des Variétés
- 1958 : La Bonne Soupe de Félicien Marceau, mise en scène André Barsacq, Théâtre du Gymnase
- 1960 : Léocadia de Jean Anouilh, mise en scène Roland Piétri, Théâtre des Célestins
- 1961 : Louisiane de Marcel Aymé, mise en scène André Villiers, Théâtre de la Renaissance
- 1961 : Huit femmes de Robert Thomas, mise en scène Jean Le Poulain, Théâtre Édouard VII, Théâtre des Bouffes-Parisiens en 1962
- 1962 : L'Orchestre de Jean Anouilh, mise en scène Jean Anouilh et Roland Piétri, Comédie des Champs-Élysées - Patricia
- 1964 : La Preuve par quatre de Félicien Marceau, mise en scène de l'auteur, Théâtre de la Michodière
- 1966 : La Preuve par quatre de Félicien Marceau, mise en scène de l'auteur, Théâtre des Célestins
- 1966 : Se trouver de Luigi Pirandello, mise en scène Claude Régy, Théâtre Antoine
- 1967 : L'Anniversaire d'Harold Pinter, mise en scène Claude Régy, Théâtre Antoine
- 1967 : Un jour j'ai rencontré la vérité de Félicien Marceau, mise en scène André Barsacq, Comédie des Champs-Élysées
- 1969 : Un jour j'ai rencontré la vérité de Félicien Marceau, mise en scène André Barsacq, Théâtre des Célestins
- 1969 : L'Ascenseur électrique de Julien Vartet, mise en scène Roland Piétri, Théâtre de la Renaissance
- 1970 : Les Poissons rouges ou Mon père ce héros de Jean Anouilh, mise en scène Jean Anouilh & Roland Piétri, Théâtre de l'Œuvre
- 1972 : Tu étais si gentil quand tu étais petit de Jean Anouilh, mise scène Jean Anouilh & Roland Piétri, Théâtre Antoine
- 1972 : Le Directeur de l'Opéra de Jean Anouilh, mise en scène de l'auteur et Roland Piétri, Comédie des Champs-Élysées
- 1973 : Le Voyageur sans bagage de Jean Anouilh, mise en scène Nicole Anouilh, Théâtre des Mathurins
- 1974 : Monsieur Amilcar d'Yves Jamiaque, mise en scène Jacques Charon, Théâtre des Bouffes-Parisiens
- 1975 : L'Arrestation de Jean Anouilh, mise en scène Jean Anouilh et Roland Piétri, Théâtre de l'Athénée
- 1975 : Le Saut du lit de Ray Cooney et John Chapman, mise en scène Jean Le Poulain, Théâtre du Gymnase
- 1976 : À vos souhaits de Pierre Chesnot, mise en scène Claude Sainval, Comédie des Champs-Élysées
- 1977 : Pygmalion de George Bernard Shaw, mise en scène Raymond Gérôme, Théâtre de Paris
- 1979 : Ardèle ou la Marguerite de Jean Anouilh, mise en scène Pierre Mondy & Roland Piétri, Théâtre Hébertot
- 1980 : Les Fausses Confidences de Pierre Carlet de Chamblain de Marivaux, mise en scène Jean Meyer, Théâtre des Célestins
- 1981 : Le Jardin d'Eponine de Maria Pacôme, mise en scène Gérard Vergez, Comédie des Champs-Élysées
- 1983 : Roméo et Juliette de William Shakespeare, mise en scène Jean-Paul Lucet, Théâtre des Célestins
- 1983 : Le Bourgeois gentilhomme de Molière, mise en scène Jean Meyer, Théâtre des Célestins
- 1983 : L'Avare de Molière, mise en scène Jean Meyer, Théâtre des Célestins
- 1983 : Le Dindon de Georges Feydeau, mise en scène Jean Meyer, Théâtre des Célestins
- 1984 : Le Dindon de Georges Feydeau, mise en scène Jean Meyer, Théâtre du Palais-Royal
- 1986 : Le Tombeur de Robert Lamoureux, mise en scène Jean-Luc Moreau, théâtre de la Porte-Saint-Martin, Théâtre des Variétés
- 1991 : À vos souhaits de Pierre Chesnot, mise en scène Francis Joffo, Théâtre Antoine
- 1996 : Juste un peu d'amour de Jean Winiger, mise en scène Christian Egger

## Publications
- Capucine[6], éd. Bordas, Paris, 1946.
- Séraphine, éd. Billaudot, Paris, 1955.

## Doublage

### Films
- 1968 : Rosemary's Baby : Minnie Castevet (Ruth Gordon)

### Séries télévisées
- 1966 : Ma sorcière bien-aimée : Henriette (Harriet) Kravitz (Mary Grace Canfield (en)) - saison 2, épisodes 30-32-34